# Launaea capitata
Launaea capitata là một loài thực vật có hoa trong họ Cúc. Loài này được (Spreng.) Dandy mô tả khoa học đầu tiên năm 1956.